# 韋爾曼河
韋爾曼河是俄羅斯的河流，由摩爾曼斯克州負責管轄，河道全長31公里，流域面積291平方公里，河道上有多處急流，在接近河口處有一座高1米的瀑布。

## 外部連結
- （俄文） Topographic map （页面存档备份，存于）